# Drykolle
Drykolle (biał. Дрыколле, Drykollie; ros. Дреколье, Driekolje) – wieś na Białorusi, w obwodzie witebskim, w rejonie witebskim, 14 km na północ od Witebska. Wchodzi w skład sielsowietu Mazaława. Przez wieś biegnie droga R115.
Wieś królewska położona była w końcu XVIII wieku  w powiecie witebskim województwa witebskiego.

## Masowe groby
W 2014 roku w lesie między wsiami Chajsy i Drykolle odnaleziono masowe groby.
Pierwotnie miejscowe władze uznały, że są to pochówki z czasów II wojny światowej, ponieważ na miejscu znaleziono fragment niemieckiego munduru. 30 kwietnia 2017 r. Narodowa Akademia Nauk Białorusi potwierdziła, iż dowody pośrednio wskazują, że w dołach pochowano ofiary wielkiego terroru, przywożone z Witebska i tutaj rozstrzeliwane w latach 1937-1938.